# Tervajärvi (sjö i Jämsä, Mellersta Finland)
Tervajärvi är en sjö i kommunen Jämsä i landskapet Mellersta Finland i Finland. Sjön ligger 104,8 meter över havet. Arean är 1,1 kvadratkilometer och strandlinjen är 11,39 kilometer lång. Sjön  ingår i Kumo älvs huvudavrinningsområde.   Den ligger omkring 65 kilometer sydväst om Jyväskylä och omkring 200 kilometer norr om Helsingfors. 
I sjön finns öarna Jokelansaari, Niinisaari, Lehtosaari, Valkamasaari, Töyrysaari och Sikosaari. 